# Green Haywood Hackworth
Green Haywood Hackworth (* 23. Januar 1883 in Prestonsburg, Kentucky; † 24. Juni 1973 in Washington, D.C.) war ein amerikanischer Jurist. Er studierte an der Valparaiso University, an der er einen B.A.-Abschluss erwarb und beendete sein Studium an der George Washington University mit einem Bachelor of Laws. Darüber wurde er an der Valparaiso University sowie an der University of Kentucky promoviert.
Im Jahr 1916 begann er eine Laufbahn im amerikanischen Außenministerium. Er übernahm hier verschiedene leitende Positionen, unter anderem von 1931 bis 1946 als Rechtsberater des Ministeriums unter fünf verschiedenen Ministern. Während dieser Zeit nahm er an mehreren internationalen Konferenzen teil, unter anderem als Begleiter von Außenminister Cordell Hull bei der Moskauer Konferenz von 1943 und ein Jahr später als Mitglied der amerikanischen Delegation bei der Konferenz von Dumbarton Oaks. Im Jahr 1937 wurde er in Nachfolge von Elihu Root Mitglied des amerikanischen Richterpanels am Ständigen Schiedshof in Den Haag. 1946 schied er aus dem Dienst des Außenministeriums aus und wurde nach Nominierung durch drei frühere amerikanische Außenminister zum ersten Richter aus den USA am neu gegründeten Internationalen Gerichtshof (IGH) gewählt. Er wirkte bis 1961 am IGH und war während dieser Zeit von 1955 bis 1958 Präsident des Gerichts.
Green Haywood Hackworth starb 1973 an den Folgen eines Herzinfarkts. Das zwischen 1940 und 1944 von ihm unter Mitarbeit von Marjorie Millace Whiteman herausgegebene Digest of International Law wurde von Jules Basdevant, Berater des französischen Außenministeriums und zusammen mit Green Haywood Hackworth Richter am IGH, als bedeutendste Veröffentlichung im Bereich des internationalen Rechts während der Zeit des Zweiten Weltkriegs bezeichnet.

## Werke (Auswahl)
- Responsibility of States for Damages caused in their Territory to the Person or Property of Foreigners: The Hague Conference for the Codification of International Law. In: American Journal of International Law. 24(3)/1930. American Society of International Law, S. 500–516, ISSN 0002-9300
- Digest of International Law. Acht Bände. Washington D.C. 1940–1944